# Ujda
Ujda (em francês: Oujda; em castelhano: Uchda ou Uxda; em árabe: وجدة; em berbere: ⵡ:ⵊⴷⴰ; romaniz.: Wujda) é uma cidade do nordeste de Marrocos, capital da prefeitura de Ujda-Angad e da região Oriental. Em 2004 tinha 400 738 habitantes e estimava-se que em 2012 tivesse 435 378 habitantes.
Situa-se junto à fronteira com a Argélia, da qual dista 12 km, 60 km a sul da estância balnear Saïdia, na costa mediterrânica, 150 km a este-sudeste de Melilha, 260 km a este-sudeste, 230 km a leste de Taza e 340 km a este-nordeste de Fez (distâncias por estrada). É um nó rodoviário e ferroviário muito importante, pela sua situação no cruzamento das rotas que ligam as planícies costeiras mediterrânicas férteis a norte com o deserto a sul e os portos atlânticos e Fez a oeste com o resto do Magrebe a leste, através do chamado corredor de Taza, a principal rota das invasões de Marrocos vindas de leste.
A situação estratégica e fronteiriça está na origem de Ujda ter sido disputada e invadida várias vezes no passado, sendo a única cidade de Marrocos que esteve sob o domínio do Império Otomano.

## História

### Antecedentes (da Pré-história até aoséculo X)
Nas grutas em redor de Ujda há vestígios de ocupação humana que remontam à Pré-história, nomeadamente utensílios de indústria lítica, como sílex talhado, pontas, raspadores e discos em quartzito, etc. Foram recolhidos artefactos desse tipo nos sítios de Sidi Iáia, Aïn Serrak, Sidi Moussa e Isly. Também foram encontrados vestígios da indústria da pedra polida. Nos jardins de Sedd e na confluência do uádi Isly com o uádi Nachef há vestígios de habitações do  do Neolítico antigo. No planalto de Djorf El Akhdar foi encontrada a metade dum machado de pedra polida.
À volta de Ujda e Taourirt subsistem tumuli berberes de formas variadas, caracterizados pela pobreza do mobiliário: restos de ossos humanos, pérolas, pingentes de couro, ferros de lanças, etc. Em 1884 foi descoberto um dólmen nas terras dos Ayt Iznassen (Beni Snassen).
Segundo alguns historiadores, Ujda teria sido a Lanigare mencionada por Ptolemeu ou Estábulo do Rei, situada a ocidente de Nigrense (Tafna). Antes da chegada dos romanos, as populações estabelecidas a leste do rio Mulucha uniram-se sob o reino dos Massésilos (em latim: Massaesyli), um estado rico em homens e produtos agrícolas, onde a cultura de cereais e a pecuária foram desenvolvidos. Segundo o historiador romano Salústio (86−34 a.C.), o rio Muluca (Mulucha), separava o reino de Jugurta, o rei da Numídia, do de Boco I, rei da Mauritânia. O castelo de Meluia seria o Jbel (Monte) Mahsseur, situado 20 km a sul de Ujda. Algumas tradições locais mantêm recordações de Roma. Há frações da tribo dos Ayt Iznassen que se chamam al Bakia e que se dizem descendentes de conquistadores romanos.
As perseguições antissemitas dos visigodos e de Justiniano levam muitos judeus a fixarem-se na região. A partir do século II, o judaísmo expande-se na região, onde se fixam clãs judaizantes e seminómadas. A memória de uma grande época judia na região está presente na lenda de Sidi Iáia ibne Iunes e na história de Debdu. Na Antiguidade Tardia, existiam várias aldeias na bacia de Ujda. Segundo o historiador Algazali (1058-1111) essas aldeias eram habitadas por cristãos e pertenciam a um rei chamado el Ablak el Fortas ("o albino tinhoso").

### Fundação da cidade (século X)
A almedina de Ujda foi fundada em 994 no centro da planície dos Angades por Ziri ibne Atia, um chefe berbere da tribo dos magrauas originários da região montanhosa do leste da Argélia dos Aurés. Ziri ibne Atia tinha sido investido como comandante dos dois Magrebes pelos Omíadas de Córdova, pelo que decidiu instalar-se no centro da região que ia administrar, tendo decidido erigir uma capital junto à fonte de Sidi Yahia e das montanhas, que poderiam servir de refúgio em caso de perigo.
A cidade foi a sede da dinastia dos magrauas durante 80 anos. Pouco a pouco foi ganhando importância graças à sua localização no cruzamento de duas grandes vias comerciais: a que ligava Sijilmassa ao Mediterrâneo, no sentido sul-norte, e a que ligava Fez ao oriente, no sentido oeste-leste. Essa situação estratégica também expôs Ujda a diversas invasões destruidoras durante a sua história.

### Dos Almorávidas ao Protetorado Francês
Em 1081, Ujda foi conquistada pelo emir almorávida Iúçufe ibne Taxufine. Cerca de 1206 ou 1208, passou para o Califado Almóada, que construíram novas fortificações.
Ao longo das sucessivas dinastias que se sucedem no Ocidente muçulmano, Ujda teve uma função estratégica importante. Durante algumas décadas fez parte do Reino de Tremecém dos ziânidas. O Mulucha marcava a fronteira entre este reino e o Império Merínida. Por causa da rivalidade entre estas duas potências regionais, Ujda foi destruída em 1271 ou 1272 pelo sultão merínida Abu Iacube Iúçufe Anácer. O filho deste, Abu Iacube Iúçufe, empreende a reconstrução da cidade e dota-a de novas muralhas, um casbá (castelo).
A cidade esteve sob o domínio do Império Otomano em várias ocasiões a partir do século XVI (1554-1617, 1672-1680 e 1692-1795; outras fontes referem somente o período entre 1727 e o início do século XIX). A vizinha Argélia fazia então parte do Império Otomano.
O sultão marroquino alauita Mulei Ismail (r. 1672–1727). consegue expulsar os turcos, que então reinavam na vizinha Argélia, e manda fazer obras de restauro e reorganiza a cidade e a região. Ujda voltou a cair em mãos dos otomanos e voltou a ser reocupada sem luta pelo sultão alauita Maomé III (r. 1757–1790).
Após a derrota dos otomanos na Argélia pelos franceses, a cidade foi ocupada temporariamente em várias ocasiões pelos franceses. A 14 de agosto de 1844, a Batalha de Isly, travada nos arredores de Ujda entre as tropas francesas e as do sultão marroquino Abderramão, aliado e sogro do sultão argelino Abdalcáder (Abd el-Kader), saldou-se numa derrota dos marroquinos e a cidade foi ocupada pela primeira vez, sofrendo represálias pelo seu apoio a Abdalcáder. A segunda ocupação francesa ocorreu em 1859. Outras fontes apenas referem uma ocupação em 1857. A ocupação francesa definitiva ocorreu em 1907, cinco anos antes da criação do Protetorado Francês de Marrocos.

### Ocupação francesa
A ocupação de Ujda pelos franceses foi decidida na sequência da agitação antifrancesa entre a população marroquina após o assassinato do Dr.  Mauchamp em Marraquexe a 19 de março de 1907. O general Hubert Lyautey ocupou a cidade a 29 de março de 1907. Para acabar com a agitação que surgiu nas montanhas dos Beni Snassen após a tomada de Ujda, essa região é igualmente ocupada pelos franceses no final de 1907. Juntamente com Ghazaouet (Nemours), no outro lado da atual fronteira argelina, Ujda foi a base das campanhas ditas de pacificação da região de Beni Snassen.
A Legião Estrangeira instalou na cidade a 24ª companhia do 1.º regimento estrangeiro de infantaria (1.º REI) em 1912 e a 2ª companhia montada do 2º batalhão do 2.º REI entre 1923 e 1924. Em 1939, quando é formado o 2.º regimento estrangeiro (2.º REC), reagrupando os esquadrões do 1º REC dispersos no território marroquino, é instalada uma guarnição em Ujda. Em 1945 o 1.º REC estaciona diversos meses em Ujda vindo da metrópole (França), antes de partir para a Indochina. O 2.º REC, recriado em 1946, permanece na cidade até 1955.[carece de fontes?]

## População
A maioria da população de Ujda pertence às tribos Ahl-Angad, Béni Hamdoune et M'haya, descendentes das populações originárias da península Arábica  que se instalaram na região durante a conquista muçulmana do Magrebe. Há também uma presença importante das tribos beduínas árabe Banu Hilal e Banu Haçane, chegadas no século XI e que também se instalaram na Argélia e no centro de Marrocos.[carece de fontes?]
Nos últimos anos, a população tem crescido a uma taxa anual média de 2,4%, apesar de haver muita emigração, sobretudo para a França e Bélgica.[carece de fontes?]

## Clima
O clima de Ujda é do tipo mediterrânico, caracterizado por verões quentes e secos e invernos chuvosos e temperados, por vezes frios. A precipitação é irregular, com valores médios anuais que oscilam entre os 350 e os 500 mm. Por vezes neva no inverno.[carece de fontes?] As temperaturas médias variam entre 10 e 26 °C. As temperaturas máximas chegam a ultrapassar os 40 °C, como aconteceu a 31 de julho de 2001, em que se registaram 46.2°C. As temperaturas mínimas podem baixar abaixo dos 0 °C, como aconteceu a 28 de janeiro de 2005, quando se registaram -7,1°C.
| Dados climatológicos para Ujda           | Dados climatológicos para Ujda | Dados climatológicos para Ujda | Dados climatológicos para Ujda | Dados climatológicos para Ujda | Dados climatológicos para Ujda | Dados climatológicos para Ujda | Dados climatológicos para Ujda | Dados climatológicos para Ujda | Dados climatológicos para Ujda | Dados climatológicos para Ujda | Dados climatológicos para Ujda | Dados climatológicos para Ujda | Dados climatológicos para Ujda |
| Mês                                      | Jan                            | Fev                            | Mar                            | Abr                            | Mai                            | Jun                            | Jul                            | Ago                            | Set                            | Out                            | Nov                            | Dez                            |                                |
| ---------------------------------------- | ------------------------------ | ------------------------------ | ------------------------------ | ------------------------------ | ------------------------------ | ------------------------------ | ------------------------------ | ------------------------------ | ------------------------------ | ------------------------------ | ------------------------------ | ------------------------------ | ------------------------------ |
| Temperatura máxima recorde (°C)          | 25                             | 30,3                           | 35,4                           | 33                             | 41,1                           | 42,3                           | 46,2                           | 45,1                           | 41,7                           | 39,4                           | 31                             | 27,6                           |                                |
| Temperatura máxima média (°C)            | 16,2                           | 17,7                           | 20,1                           | 21,7                           | 25,3                           | 29,9                           | 33,8                           | 34,4                           | 29,7                           | 25,6                           | 20                             | 17                             |                                |
| Temperatura mínima média (°C)            | 3,8                            | 4,7                            | 6,6                            | 7,8                            | 11,2                           | 15                             | 18,2                           | 18,9                           | 16                             | 12,7                           | 8                              | 5,5                            |                                |
| Temperatura mínima recorde (°C)          | −7,1                           | −3,6                           | −2,4                           | −2,4                           | 2                              | 5,4                            | 6                              | 9,4                            | 6,7                            | 0                              | −0,3                           | −4                             |                                |
| Precipitação (mm)                        | 24,7                           | 27,5                           | 39,7                           | 36,1                           | 24,7                           | 6,5                            | 2,3                            | 13,2                           | 23,6                           | 32,7                           | 29,8                           | 31,7                           |                                |
| Dias com chuva                           | 8                              | 7                              | 7                              | 8                              | 7                              | 3                              | 1                              | 3                              | 5                              | 7                              | 8                              | 9                              |                                |
| Fonte: Meoweather , World Weather Online |                                |                                |                                |                                |                                |                                |                                |                                |                                |                                |                                |                                |                                |

## Monumentos

### Almedina
A almedina (ou medina, centro histórico) chegou a ocupar  25 hectares e no seu interior encontra-se alguns monumentos de grande valor histórico. Era rodeada por uma cintura de hortas com oliveiras, cuja largura alcançava os mil metros em alguns locais. Cada uma das hortas era fechada por muros de adobe com 1,8 a 2 metros de altura, perfurados com numerosos orifícios. As hortas que ainda restam são usadas para cultivar legumes e hortaliças; são irrigadas por seguias (canais) alimentados pelas nascentes de Sidi Yahia Benyounes.[carece de fontes?]
As hortas e os seus muros constituíam um importante sistema de defesa, que foi reforçado na década de 1880 pela construção de muralhas de adobe com seis a sete metros de altura, que rodeava completamente a almedina e tinha duas portas diametralmente opostas. Esta muralha era rodeada por um fosso largo e profundo. A almedina tinha nove bairros, correspondentes às diferentes frações da população ujdense: Achegfane, Ahl Ujda, Oulad Amrane, Ahl El Jamel, Oulad El Gadi, Oulad Aïssa, Mellah (bairro dos judeus), bairro dos mercados (ou soco) e bairro da casbá (onde se situavam as instalações do makhzen, ou seja, do governo).[carece de fontes?]
A Bab Sidi Abdelouahab (ou Abdel Wahab) é uma das portas da muralha, situada no lado ocidental. É de forma ogival e é ladeada por dois bastiões. A porta era usada para pendurar as cabeças cortadas dos rebeldes, o que está na origem do seu nome popular de "porta das cabeças". Junto à Bab Sidi Abdelouahab realiza-se um mercado (soco) todas as quintas-feiras, num espaço no exterior das muralhas. As outras portas da muralha são a Bab Oulad Amran, situada na parte norte da muralha, no extremo da rua de Marraquexe, e a Bab Gharbi, situada na parte sul. Uma quarta porta, a Bab El Khemis, foi demolida em junho de 1920.[carece de fontes?]
Na parte interior das muralhas próxima da Bab Sidi Abdelouahab encontra-se uma das praças principais da almedina, a Praça El Attarine, flanqueada por um grande funduque[b] e pela kissaria (mercado coberto), onde as lojas dispostas em arcadas vendem veludos e roupa tradicional marroquina e onde ainda há oficinas de tecelagem artesanal de lã, cujas meadas coloridas cobrem as paredes. Outro local onde há muitas lojas de tecidos e roupa é o soco el-Kenadsa, que é atravessado pela rua Chadli. O último soco da área comercial é o Souk El Ma, o "mercado da irrigação", onde era regulado o abastecimento de água, que era vendido à hora.
No extremo noroeste da almedina encontra-se a praça principal de Ujda, a Praça 16 de Agosto, onde se situa a sede do município e a mesquita Omar bin Abdullassiz. Na extremidade ocidental ergue-se a Catedral de São Luís, que na década de 2000 ainda era usada para missas a que assistiam 10 fiéis. Na almedina encontram-se ainda a casbá, cinco funduques[b], várias mesquitas, como a Djamaâ el Kebir, Djamaâ Heddada e Djamaa Sidi Okba, uma madraça (escola islâmica) e três sinagogas.[carece de fontes?]
Na parte exterior sul das muralhas, junto à casbá, situa-se o Parque Lalla Aicha (ou Lalla Meriem), um dos locais de lazer favoritos dos locais, onde há piscinas e clubes de ténis e equitação. Um dos edifícios mais interessantes da cidade é o Dar Sebti, um palacete construído em 1938 por um grande comerciante situado junto ao Parque Lalla Meriem. Após ser restaurado, ali funciona a sede do Centro de Estudos e Pesquisas da Música Gharnati e onde se realizam atividades culturais e festividades diversas.[carece de fontes?]
A seis quilómetros do centro de Ujda encontra-se o oásis de Sidi Iáia, onde se encontra o mausoléu onde é venerado o santo padroeiro de Ujda, Sidi Iáia ibne Iunes (ou Benyounès), apesar do local onde está enterrado o santo ser incerto. Segundo a tradição local Sidi Iáia era São João Batista e é venerado por muçulmanos e judeus. Além de Sidi Iáia, no local estão sepultados outros santos muçulmanos, como Bou Chikhi.[carece de fontes?]

## Cidades gémeas
- Aix-en-Provence, França (1997)
- Jedá, Arábia Saudita
- Lille, França
- Molenbeek-Saint-Jean, Bélgica
- Orão, Argélia
- Sirte, Líbia
- Trowbridge, Reino Unido (2009)